# Varginha
Varginha é um município brasileiro localizado na região sul do estado de Minas Gerais, distante 314 km da capital estadual, Belo Horizonte. Localiza-se a uma altitude média de 907 metros, e ocupa uma área total de 395,396 km², sendo 34,95 km² de área urbanizada. Conforme estimativas do Instituto Brasileiro de Geografia e Estatística (IBGE) em 2022, possuía uma população de 136 467 habitantes, ocupando a 19ª colocação entre os municípios mais populosos do estado.
Em 1996, o município ganhou notoriedade na mídia em decorrência do evento que ficou conhecido como o Incidente de Varginha, no qual testemunhas relataram o suposto avistamento de uma criatura extraterrestre e de objetos voadores não identificados. O impacto do incidente refletiu-se no turismo e na cultura local ao longo dos anos, com a criação de estátuas e outras edificações que fazem referência ao evento, tornado patrimônio imaterial do município em 5 de junho de 2023.

## Etimologia
O nome do município tem origem na palavra "vargem", em alusão à geografia de campos, planícies e áreas de inundação, que são predominantes na região.

## História
A formação do atual núcleo urbano de Varginha tem sua origem por volta de 1808, com a fundação do então arraial "Espírito Santo das Catanduvas". Na época, o Brasil ainda era uma colônia portuguesa, e tinha sua economia baseada na agricultura e na extração mineral, utilizando-se de mão de obra escrava.
Em 1832, a população do arraial já somava cerca de 1.855 habitantes, um crescimento pequeno em relação ao início do século. O núcleo de povoamento foi fortemente influenciado pela religiosidade e pelos costumes e tradições portuguesas da época, com o trânsito frequente de tropeiros pela região, que aos poucos contribuiu para o crescimento e consolidação do arraial. Essa consolidação foi posteriormente exemplificada pela construção de importantes igrejas, como a Matriz do Divino Espírito Santo e a Igreja do Rosário.
O distrito de Espírito Santo da Varginha, subordinado ao município de Três Pontas, foi criado em de 1 de julho de 1850, pela Lei Provincial n.º 471. A partir dessa fase, a economia local começa a se intensificar, dando início à realização das primeiras obras públicas locais, como a construção de escolas e da cadeia. Na data de 22 de julho de 1881, o local é elevado à categoria de vila, e no ano posterior, mais precisamente no dia 7 de outubro de 1882, é elevado à categoria de cidade.
Com a abolição da escravatura no Brasil, a região de Varginha experimentou outro surto de crescimento populacional, quando, em 1888, recebeu uma grande leva de imigrantes, em sua maioria italianos, mas também portugueses, espanhóis, turcos e alemães, que contribuíram de maneira significativa para a evolução local, especialmente na agricultura, com destaque para as plantações de café e cana-de-açúcar.
Passados dez anos desde sua elevação à categoria de cidade, Varginha ganha um novo impulso econômico em 1892, com a inauguração de sua linha ferroviária, operada pela Estrada de Ferro Muzambinho. A ferrovia dinamiza a economia local, facilitando o transporte de mercadorias e pessoas e incentivando o estabelecimento de novos comércios, e o desenvolvimento da infraestrutura como o calçamento de ruas e a instalação de iluminação pública a gás. Todo o movimento econômico começa a predominar em torno da estação ferroviária, com destaque para a Rua Alves e Silva, que durante muito tempo foi o centro comercial e financeiro da cidade. Nessa rua operaram importantes instituições de comércio, como agências bancárias, e centros comerciais, como a "Casa Navarra", inaugurada em 1912, atuando no comércio de materiais para construção, venda de materiais elétricos e eletrodomésticos, e como concessionária da Ford.
Como parte do entretenimento da comunidade, entre 1904 e 1910, são inaugurados o Theatro Municipal, e o Cinema Brasil, este último sendo pioneiro no sul de Minas Gerais. Em 1913, a Empresa Telefônica Varginhense conecta 150 linhas telefônicas na cidade, e em 1914 é instalada a iluminação elétrica da cidade, em cerimônia realizada no Theatro Municipal. Ainda em 1914, o Colégio dos Maristas é inaugurado.
No início do século XX, a economia de Varginha ainda era predominantemente agrícola, com ênfase na cultura do café, que se tornou o principal motor econômico da cidade e da região. A indústria do café transformou Varginha em um importante centro de exportação, tornando-a a segunda maior praça de comércio de café do mundo, atrás apenas de Santos. Entretanto, Varginha sentiu o impacto da crise na cafeicultura brasileira com a quebra da Bolsa de Nova Iorque em 1929, momento em que o governo norte-americano desistiu de seu empréstimo de 50 milhões de dólares aos cafeicultores brasileiros.
Durante a década de 1920, foram inaugurados em Varginha uma agência do Banco do Brasil e a Casa de Caridade de Varginha, esta última doada ao estado em 1928, transformando-se no Hospital Regional do Sul de Minas, assim batizado desde 1932. No ano de 1923, por força da Lei Estadual n.º 843, o município então chamado de “Espírito Santo da Varginha” passa a ser denominado apenas como "Varginha".
O progresso de Varginha foi impulsionado após 1925, com a visita do então presidente do estado de Minas Gerais, Antônio Carlos Ribeiro de Andrada, que viabilizou um empréstimo equivalente a cem fazendas da época, para a terraplenagem e reestruturação da cidade, iniciando o asfaltamento das principais ruas e seu definitivo processo de urbanização. Com o fomento da industrialização e a expansão dos comércios a partir da década de 1930, a reestruturação da infraestrutura urbana da cidade avança, alterando seu perfil econômico, que antes era predominantemente agrícola, para industrial. 
A partir da década de 1970, o processo de industrialização se intensifica com a chegada de novas empresas e a criação de centros de educação profissional, como o SESI, o SENAI e o SENAC, que atuaram como importantes centros de formação de mão de obra qualificada.
Na atualidade, Varginha é reconhecida no Sul de Minas Gerais pela importância de sua rede de serviços públicos e por sua economia diversificada, com ênfase na industrialização e no setor de serviços, incluindo sua proeminência no cenário brasileiro como um dos maiores produtores de café.

## Geografia

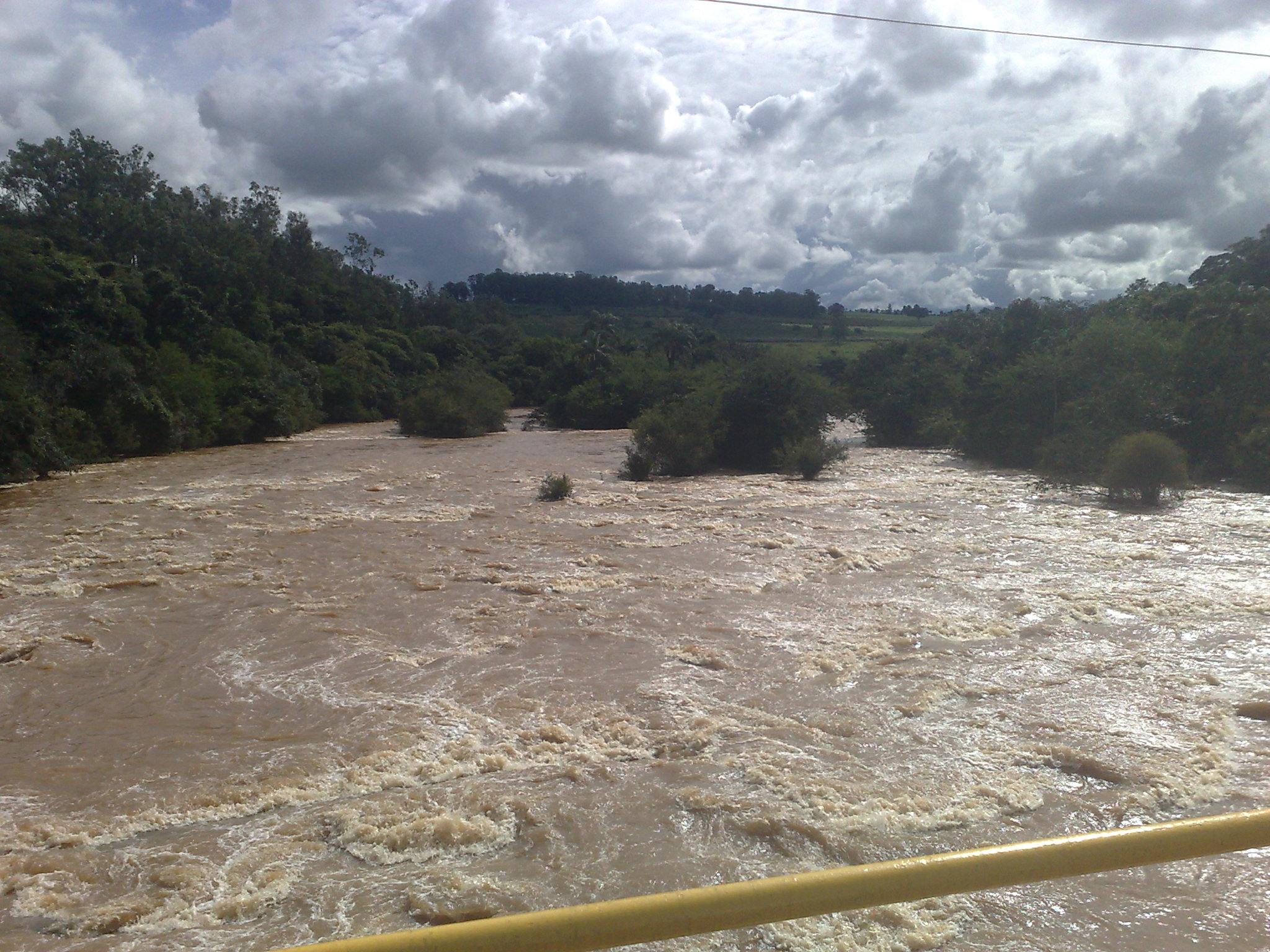
Rio Verde em Varginha

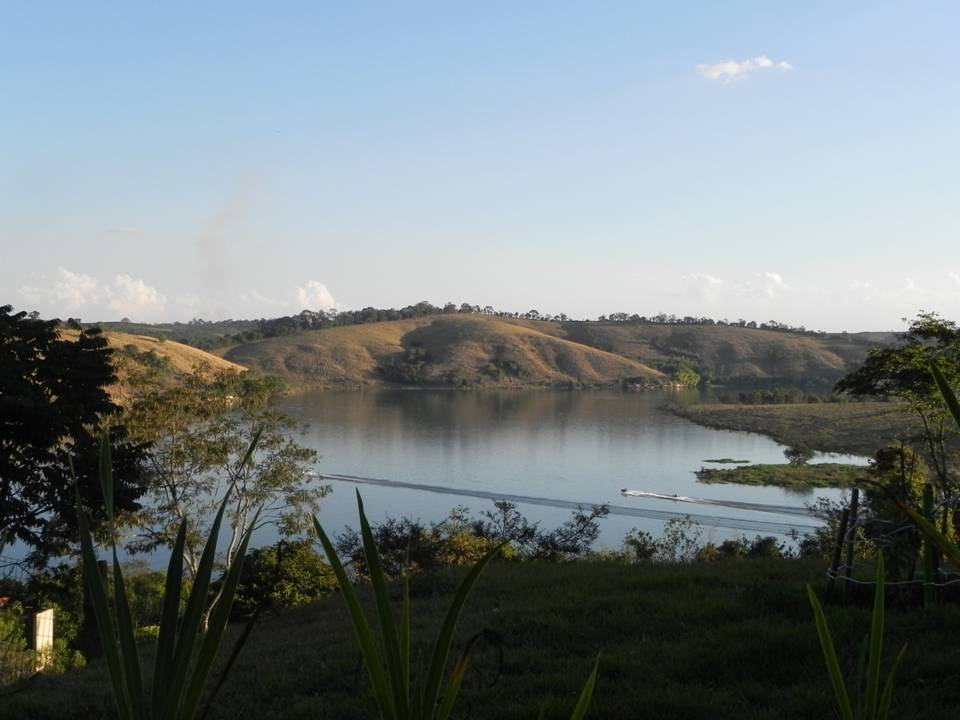
Braço do Lago de Furnas em Varginha

## Economia

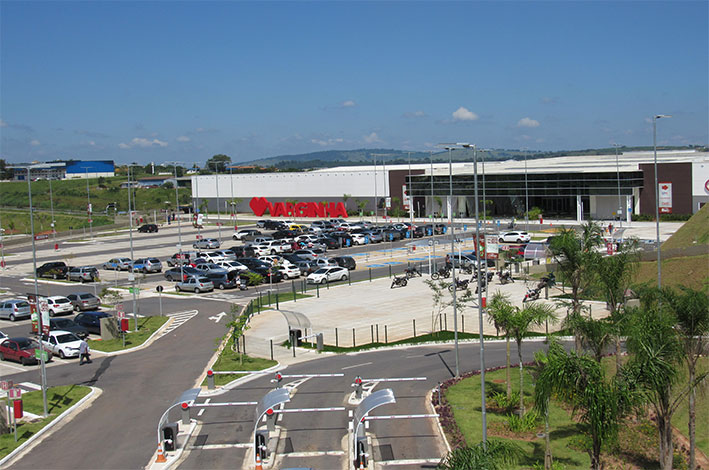
Via Café Garden Shopping, inaugurado em 2016.

## Turismo

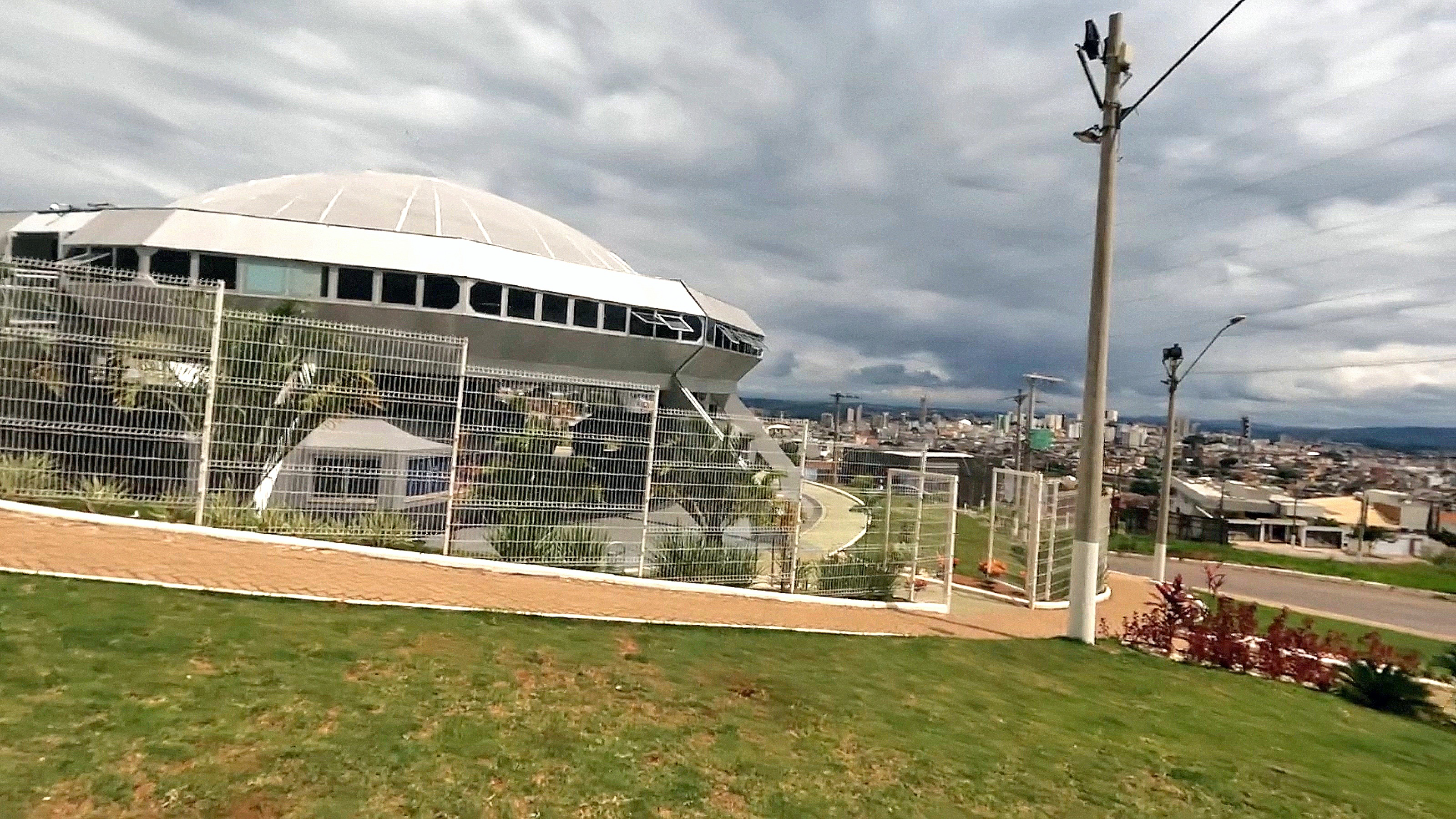
Memorial do ET, denominado em homenagem ao radialista Galvão Conde.

## Cultura

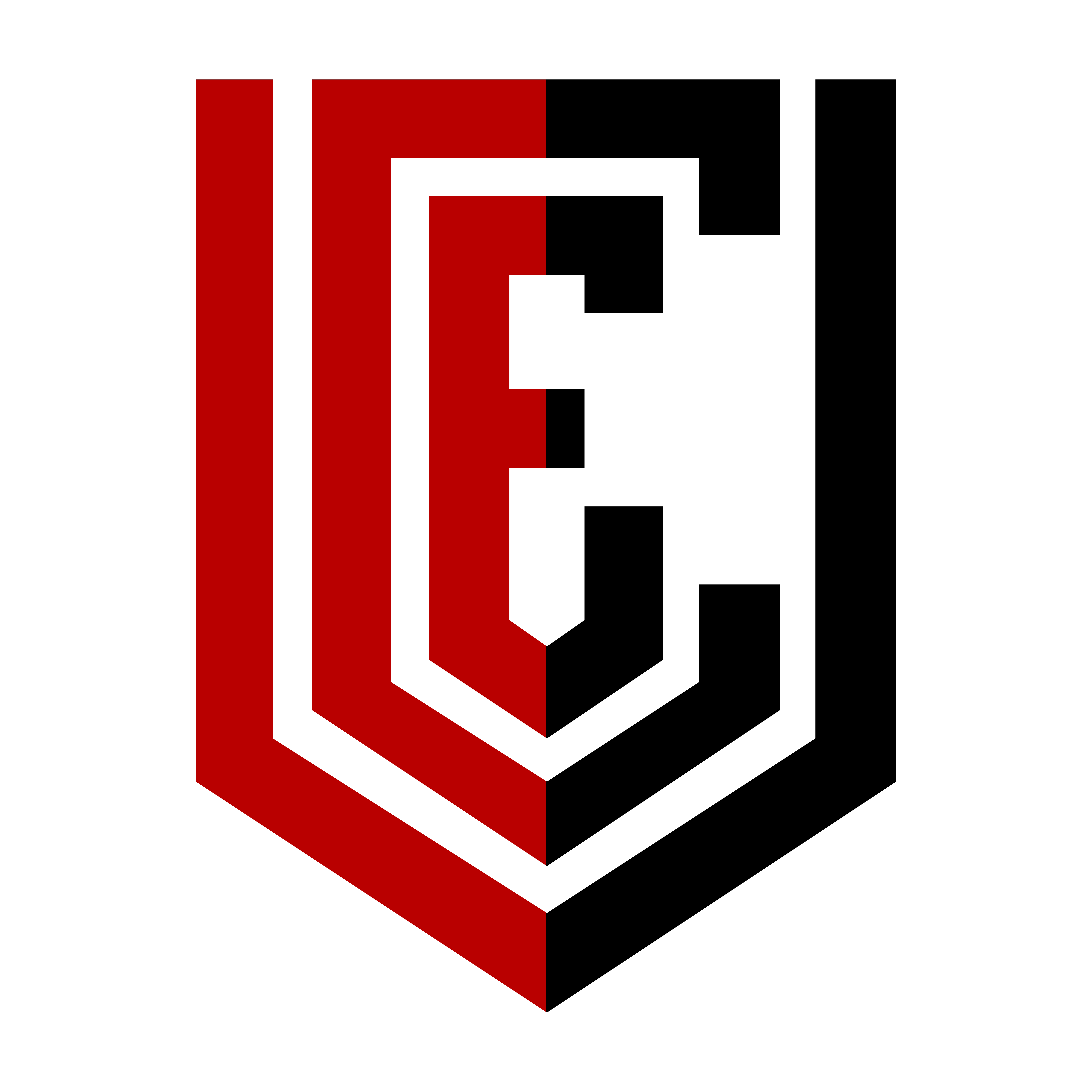
Escudo adotado pelo Varginha Esporte Clube em 2021.